# カザルサ・デッラ・デリーツィア
カザルサ・デッラ・デリーツィア（伊: Casarsa della Delizia）は、イタリア共和国フリウリ＝ヴェネツィア・ジュリア州ポルデノーネ県にある、人口約8,200人の基礎自治体（コムーネ）。

## 地理

### 位置・広がり

#### 隣接コムーネ
隣接するコムーネは以下の通り。
- フィウーメ・ヴェーネト
- サン・ヴィート・アル・タリアメント
- ヴァルヴァゾーネ・アルゼネ
- ゾッポラ

### 気候分類・地震分類
カザルサ・デッラ・デリーツィアにおけるイタリアの気候分類 (it) および度日は、zona E, 2495 GGである。
また、イタリアの地震リスク階級 (it) では、zona 3 (sismicità bassa) に分類される。

## 行政

### 分離集落
カザルサ・デッラ・デリーツィアには、以下の分離集落（フラツィオーネ）がある。
- Boscat, San Floreano, San Giovanni, Versuta, Villa Sile